# Exército de Libertação Popular Saaraui
Exército de Libertação Popular Saaraui (em castelhano:  Ejército de Liberación Popular Saharaui, em árabe: جيش التحرير الشعبي الصحراوي) é o exército nacional da autoproclamada República Árabe Saaraui Democrática (RASD) e serviu anteriormente como braço armado da Frente Polisário antes para a fundação da República. O seu comandante-chefe era o Secretário-Geral da Polisário, mas o exército está agora também integrado no governo da RASD através do Ministro da Defesa. A RASD e a Frente Polisário não têm marinha nem força aérea. Considera-se que as unidades armadas do ELPS têm hoje uma força de trabalho de possivelmente 20.000-30.000 soldados ativos, mas durante os anos de guerra a sua força parece ter aumentado para 100.000 homens. Tem uma mão-de-obra potencial muitas vezes maior, uma vez que tanto os refugiados homens como as mulheres nos campos de Tindouf passam por treino militar aos 18 anos. As mulheres formaram unidades auxiliares protegendo os campos durante os anos de guerra.

## História

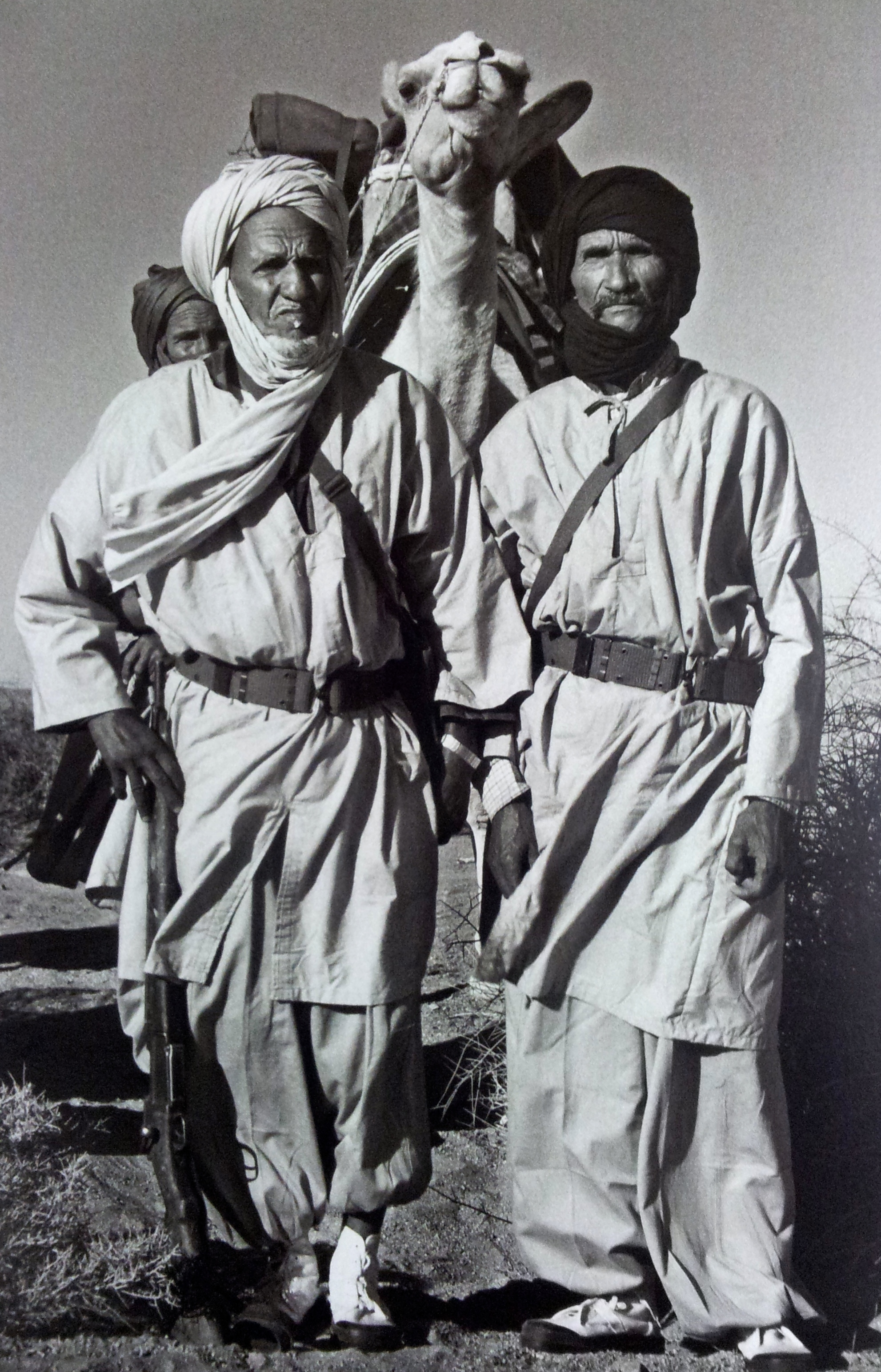
Combatentes saarauis, 1980. O homem da esquerda tem um fuzil MAS 36.

A Frente Popular de Libertação de Saguía el Hamra e Rio do Ouro (Frente Polisário) foi criada em 10 de maio de 1973, inspirada no Movimento de Países não Alinhados (MNOAL), com o objetivo de unificar movimentos e partidos políticos saarauis em um único instrumento político em torno da luta pela independência da Espanha. Embora o movimento de libertação popular Frente Polisário também tenha uma guerrilha pessoal, o Exército de Libertação Popular Saaraui funciona como as forças armadas de jure da República Árabe Saaraui Democrática e, portanto, deve a sua obediência ao presidente da República e não à guerrilha, embora o exercício do cargo de presidente e o de líder guerrilheiro são quase sempre ocupados pela mesma pessoa. O exército contou com o apoio económico e militar do governo argelino de Houari Boumédiènee e do governo líbio de Muammar al-Gaddafi, no contexto da Guerra Fria Árabe.
Após a Guerra do Sahara Ocidental, a sua área de operações limita-se aos Territórios Libertados a leste do muro fronteiriço com Marrocos, e a oeste e norte das fronteiras com a Argélia e a Mauritânia. Também tem acesso aos campos de refugiados Saarauis na província de Tindouf, na Argélia.
Em 2005 foi convidada a integrar a Força de Reserva Africana, constituída pelas forças armadas dos países membros da União Africana. Foi a primeira relação internacional direta após a guerra devido à tentativa truncada de independência da Frente Polisário no Saara Ocidental.

## Estrutura

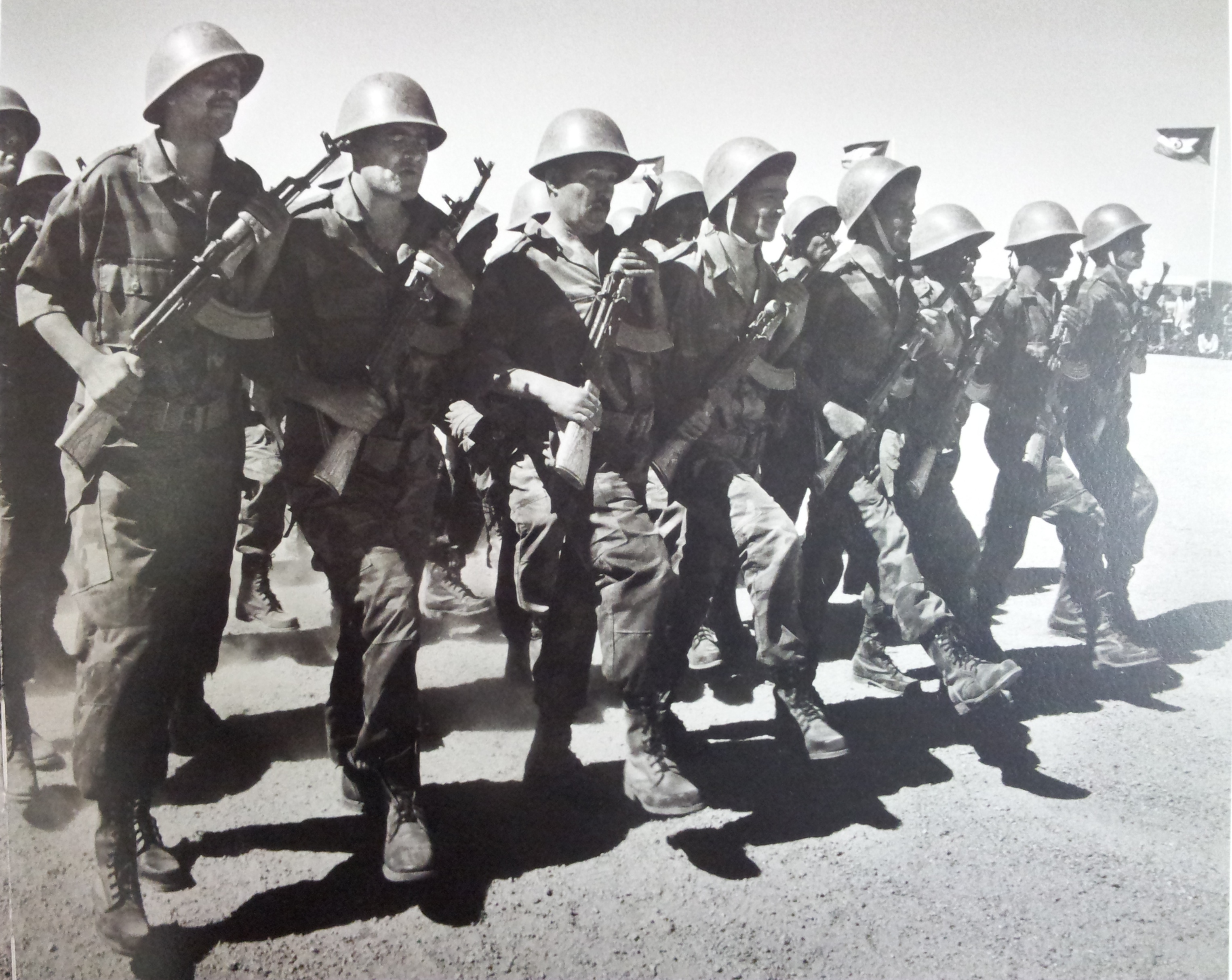
Desfile militar dos soldados do ELPS em 1980. Eles estão armados com fuzis soviéticos AK-47.

### Exército terrestre
O exército terrestre da RASD tem a missão de salvaguardar a soberania da República Árabe Saaraui Democrática e proteger a população civil da Zona Franca.
- Regimento de Infantaria N.º 1 de Uali Mustafa Sayed, composto por 2 batalhões:
  - Batalhão de Infantaria Blindada Bir Lehlu (estimado em cerca de 1.000 homens, caminhões de transporte de tropas de fabricação russa, 70 tanques soviéticos T-54/T-55, 30 tanques do tipo T-62, outubro de 1972, 15 BMP-1 e vários de fabricação austríaca caça-tanques SK-105);
  - Batalhão de Infantaria Tifariti (estimado em cerca de 1000 homens, caminhões de transporte de tropas de fabricação russa, 19 EE-9 Cascavel, 20 BMP-1 e Toyotas equipados com armas).
- Regimento de Infantaria n.º 2 Mahfoud Ali Beiba, composto por 2 batalhões (estimados em cerca de 2 000 homens):
  - Batalhão de Infantaria Bir Tiguissit;
  - Batalhão de Infantaria Mahbes.
- Regimento de Artilharia Mohammed Abdelaziz nº 1 (estimado em cerca de 2.000 homens).

## Equipamentos
| Tipo                                          | País de origem    | Quantidade        | Notas                                                                            |
| Carros de combate                             | Carros de combate | Carros de combate | Carros de combate                                                                |
| --------------------------------------------- | ----------------- | ----------------- | -------------------------------------------------------------------------------- |
| T-55A                                         | União Soviética   | ~70               | (Recebidos da Líbia).                                                            |
| T-62 Obr. 1972                                | União Soviética   | ~30               | (Recebidos da Líbia).                                                            |
| Blindados                                     |                   |                   |                                                                                  |
| EE-9                                          | Brasil            | ~19               | (Recebidos da Líbia no início de 1980).                                          |
| BRDM-2                                        | União Soviética   | ~12               | (Recebidos da Líbia).                                                            |
| Veículos blindados de infantaria              |                   |                   |                                                                                  |
| BMP-1                                         | União Soviética   | ~35               | (Recebidos da Líbia).                                                            |
| BTR-60PB                                      | União Soviética   | ~25               | (Recebidos da Líbia).                                                            |
| SK-105 Kürassier                              | Áustria           | ~3                | (Capturados do Marrocos).                                                        |
| Artilharia                                    |                   |                   |                                                                                  |
| 122mm (D-30) howitzer 2A18                    | União Soviética   | Desconhecido      | (Recebidos da Líbia).                                                            |
| Sistemas de lançamentos múltiplos de foguetes |                   |                   |                                                                                  |
| 107mm Type-63                                 | China             | Desconhecido      | (Origem incerta, provavelmente Argélia ou Líbia).                                |
| 122mm 9P132 Grad-P                            | União Soviética   | Desconhecido      | (Origem incerta, provavelmente Argélia ou Líbia).                                |
| 122mm BM-21 'Grad'                            | União Soviética   | Desconhecido      | (Recebidos da Líbia).                                                            |
| 122mm BM-11                                   | União Soviética   | Desconhecido      | (Recebidos da Líbia no início de 1980).                                          |
| 122mm RM-70                                   | Chéquia           | Desconhecido      | (Recebidos da Líbia no início de 1980).                                          |
| Morteiros de Artilharia                       |                   |                   |                                                                                  |
| 120mm M-43                                    | União Soviética   | Desconhecido      | (Origem incerta, provavelmente Argélia ou Líbia).                                |
| 160mm M-160                                   | União Soviética   | Desconhecido      | (Origem incerta, provavelmente Argélia ou Líbia).                                |
| Misseis guiados antitanque                    |                   |                   |                                                                                  |
| 9M14 Malyutka                                 | União Soviética   | Desconhecido      | (Origem incerta, provavelmente Argelia ou Libia).                                |
| 9M111 Fagot                                   | União Soviética   | Desconhecido      | (Origem incerta, provavelmente Argelia ou Libia) (Documentados em alguns casos). |
| Sistemas portáteis de defensa aérea           |                   |                   |                                                                                  |
| 9K32 Strela-2 ''SA-7''                        | União Soviética   | Desconhecido      | (Recebidos da Líbia no início de 1980).                                          |
| Artilharia antiaérea autopropulsada           |                   |                   |                                                                                  |
| 14.5mm ZPU-2                                  | União Soviética   | Desconhecido      | (Montados em SUVs Toyota) (Provavelmente de origem argelina ou líbia).           |
| 14.5mm ZPU-4                                  | União Soviética   | Desconhecido      | (Montados em SUVs Toyota) (Provavelmente de origem argelina ou líbia).           |
| 23mm ZU-23                                    | União Soviética   | Desconhecido      | (Montados em SUVs Toyota) (Provavelmente de origem argelina ou líbia).           |
| 23mm ZSU-23-4 'Shilka'                        | União Soviética   | Desconhecido      | (Provavelmente recebidos da Líbia).                                              |
| Sistemas de mísseis terra-ar                  |                   |                   |                                                                                  |
| 9K31 Strela-1 ''SA-9''                        | União Soviética   | ~3                | (Recebidos da Líbia no início de 1980).                                          |
| 9K33 Osa ''SA-8''                             | União Soviética   | ~2                | (Recebidos da Líbia no início de 1980).                                          |
| 2K12 Kub ''SA-6''                             | União Soviética   | ~2                | (Recebidos da Líbia no início de 1980).                                          |
| Radares                                       |                   |                   |                                                                                  |
| 1S91 SURN (for 2K12 Kub)                      | União Soviética   | Desconhecido      | (Recebidos da Líbia no início de 1980).                                          |
| P-12 ''Spoon Rest C''                         | União Soviética   | Desconhecido      | (Recebidos da Líbia no início de 1980).                                          |
| PRV-16 “Thin Skin B”                          | União Soviética   | Desconhecido      | (Recebidos da Líbia no início de 1980).                                          |

## Galeria

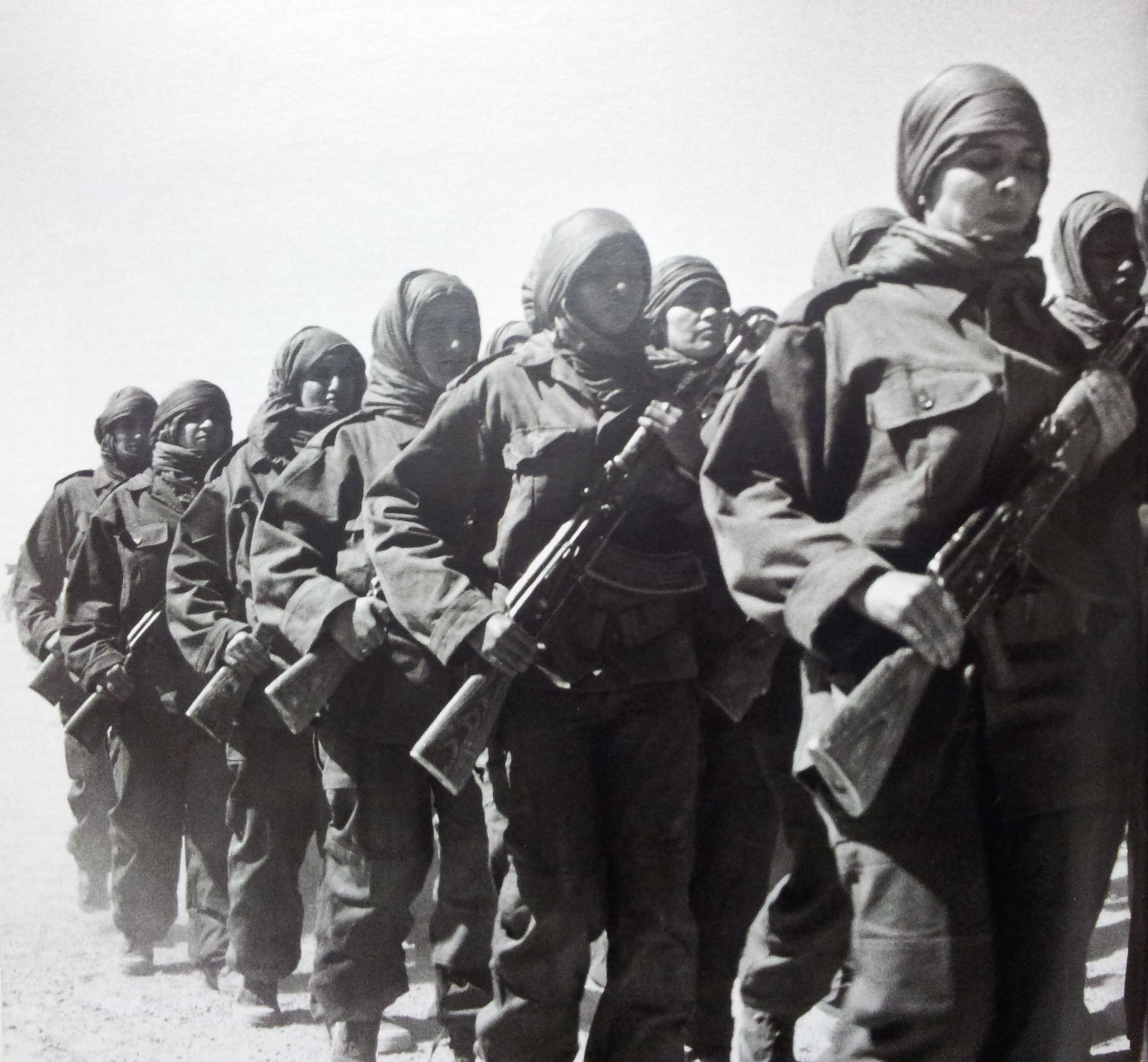
Mulheres soldados em 1980.
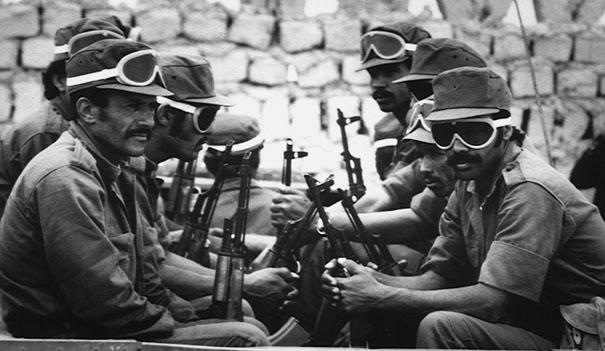
Soldados masculinos em 1985.
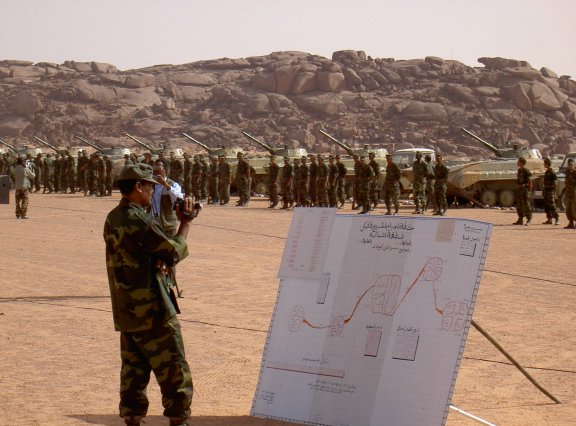
Batalhão do Exército nos Territórios Libertados, 2005.
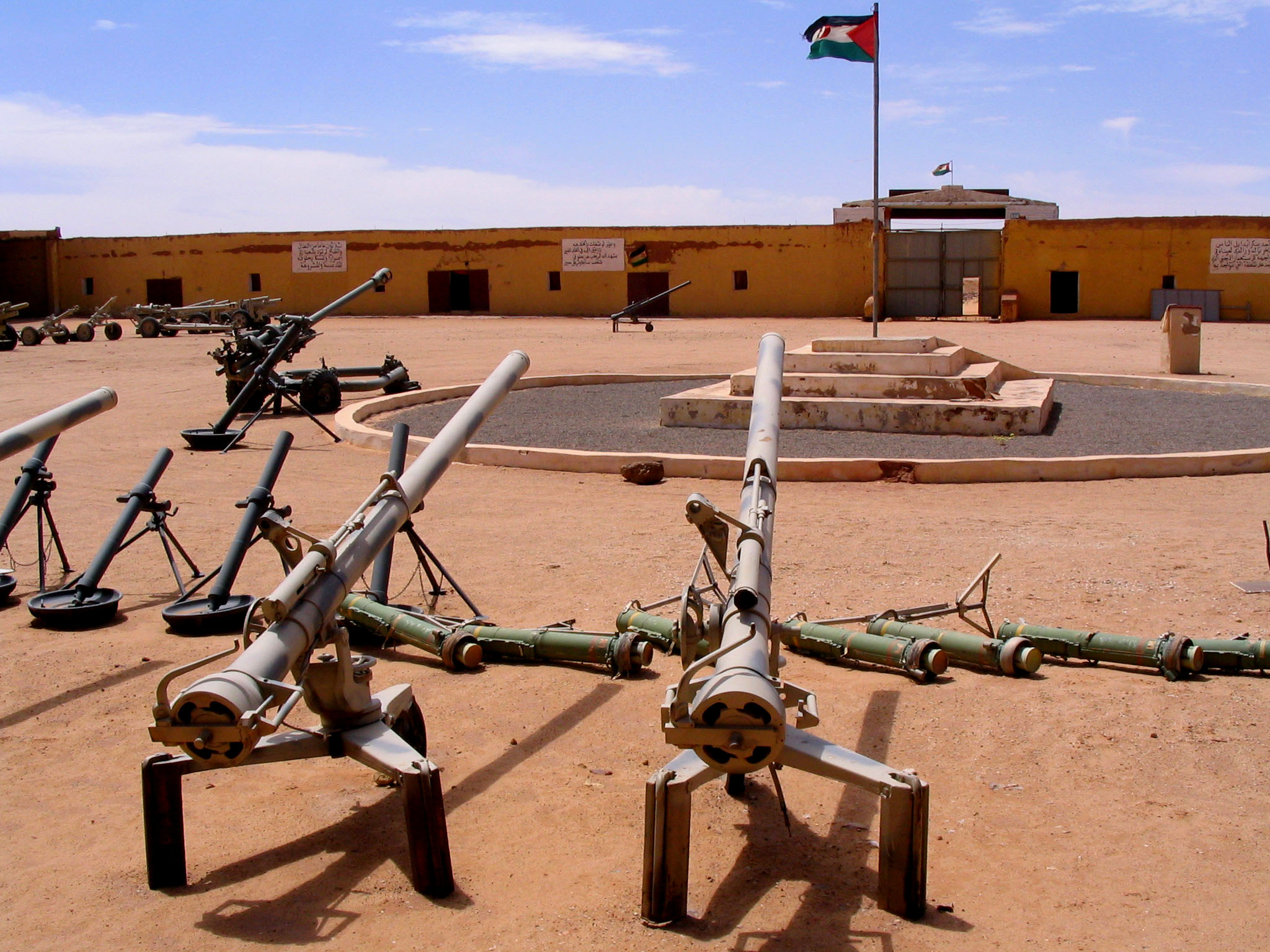
Armas do Exército estacionadas no Museu do Exército de Libertação Popular.
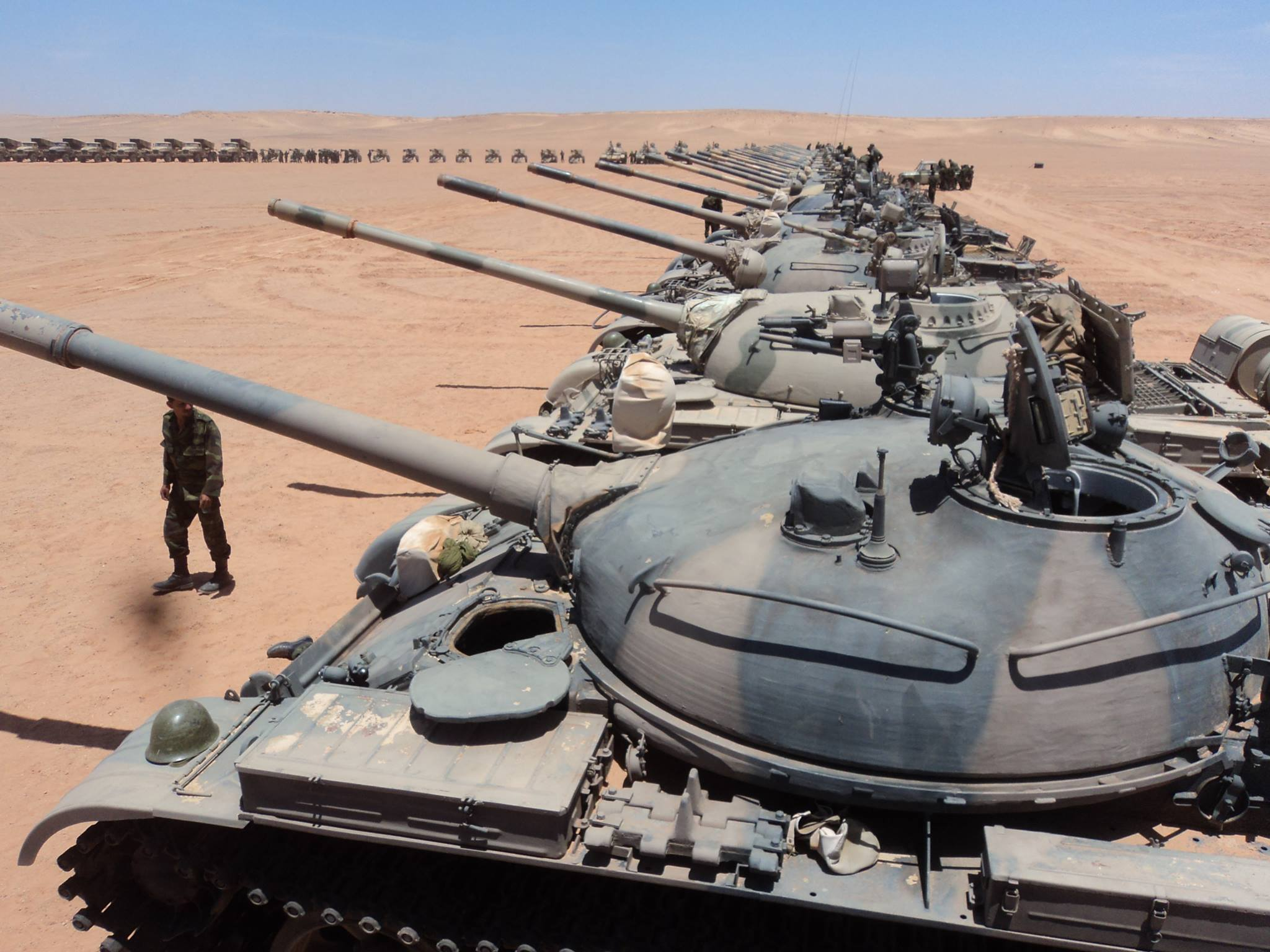
Uma Divisão de Tanques da Polisário em 2010.
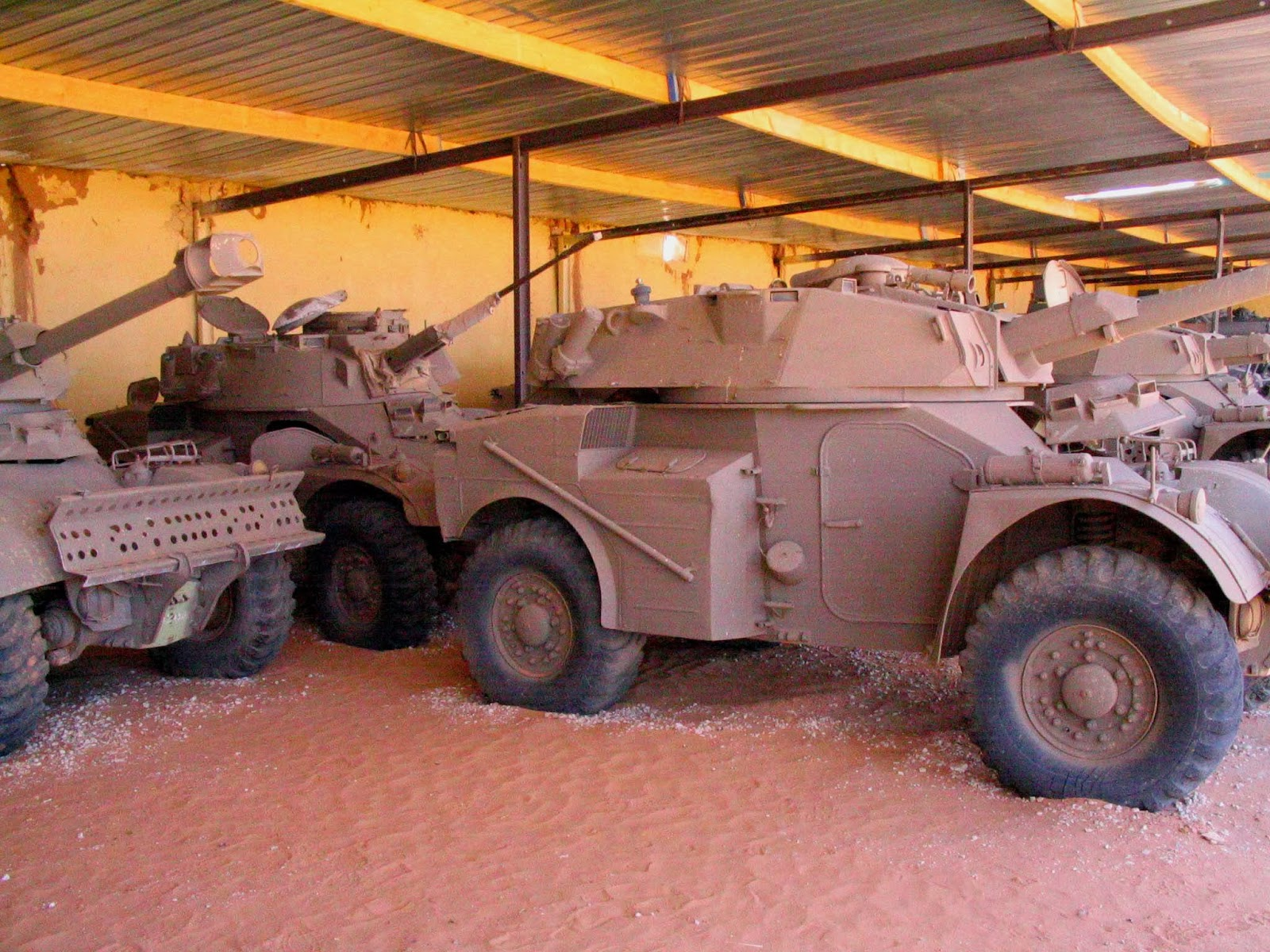
Carros blindados Eland marroquinos capturados no Museu Polisário.